# DJ-Kicks
DJ-Kicks (estilizado como DJ-KiCKS en sus portadas) es una serie de álbumes de mezclas de DJ, mezclados por varios artistas para el sello discográfico !K7 Records.

## Historia
DJ-Kicks comenzó en 1993 como una compilación de mezclas de DJ (DJ mixset) de géneros electrónicos como el techno o el house, con la novedad de poder escuchar estos géneros en casa y no en un club.  Poco después, se amplió la selección de compiladores: además de DJs, también colaboraron productores (como Terranova), remixers (como Kruder & Dorfmeister), bandas (como los Stereo MCs) y músicos (como Nicolette). También la selección de géneros musicales varió enormemente, desde el sonido downbeat jazz de Trüby Trio hasta el agresivo drum and bass de Kemistry & Storm. Aun así, todas las contribuciones permanecen en general dentro del género de la música electrónica.
DJ-Kicks se ha ganado el mote de "La más importante de las series de DJ-mixes" por la revista Mixmag. La 26.ª publicación, llamada DJ-Kicks: The Exclusives, fue una recopilación especial (y no-remezclada) de pistas originales de DJs quienes habían participado en los álbumes anteriores de la serie.

## DJ-Kickspublicados
El primer DJ-Kicks fue lanzado en 1995 por C.J. Bolland, y hasta la actualidad la serie DJ-Kicks sigue publicándose regularmente. En 2019 se ha lanzado el último hasta la fecha, por la DJ coreana Peggy Gou. En total son 69 DJ-Kicks, con una media de 2-3 por año.
| N.º | Álbum                              | Artista                                        | Lanzamiento  | No. de catálogo |
| --- | ---------------------------------- | ---------------------------------------------- | ------------ | --------------- |
| 1   | DJ-Kicks: C.J. Bolland             | C.J. Bolland                                   | 4 sept 1995  | !K7038          |
| 2   | DJ-Kicks: Carl Craig               | Carl Craig                                     | 25 mar 1996  | !K7042          |
| 3   | DJ-Kicks: Claude Young             | Claude Young                                   | 3 jun 1996   | !K7045          |
| 4   | DJ-Kicks: Kruder & Dorfmeister     | Kruder & Dorfmeister                           | 19 ago 1996  | !K7046          |
| 5   | DJ-Kicks: Stacey Pullen            | Stacey Pullen                                  | 14 oct 1996  | !K7049          |
| 6   | DJ-Kicks: Nicolette                | Nicolette                                      | 10 mar 1997  | !K7054          |
| 7   | DJ-Kicks: The Black Album          | Rockers Hi-Fi                                  | 19 may 1997  | !K7056          |
| 8   | DJ-Kicks: DJ Cam                   | DJ Cam                                         | 18 nov 1997  | !K7060          |
| 9   | DJ-Kicks: Terranova                | Terranova                                      | 19 ene 1998  | !K7064          |
| 10  | DJ-Kicks: Smith & Mighty           | Smith & Mighty                                 | 9 mar 1998   | !K7065          |
| 11  | DJ-Kicks: Andrea Parker            | Andrea Parker                                  | 31 ago 1998  | !K7071          |
| 12  | DJ-Kicks: Kemistry & Storm         | Kemistry & Storm                               | 25 ene 1999  | !K7074          |
| 13  | DJ-Kicks: Thievery Corporation     | Thievery Corporation                           | 10 may 1999  | !K7076          |
| 14  | DJ-Kicks: Kid Loco                 | Kid Loco                                       | 18 oct 1999  | !K7081          |
| 15  | DJ-Kicks: Stereo MCs               | Stereo MCs                                     | 27 mar 2000  | !K7082          |
| 16  | DJ-Kicks: Nightmares on Wax        | Nightmares on Wax                              | 2 oct 2000   | !K7093          |
| 17  | DJ-Kicks: Trüby Trio               | Trüby Trio                                     | 27 ago 2001  | !K7104          |
| 18  | DJ-Kicks: Vikter Duplaix           | Vikter Duplaix                                 | 28 ene 2002  | !K7115          |
| 19  | DJ-Kicks: Playgroup                | Playgroup                                      | 1 jul 2002   | !K7127          |
| 20  | DJ-Kicks: Tiga                     | Tiga                                           | 1 dic 2002   | !K7142          |
| 21  | DJ-Kicks: Chicken Lips             | Chicken Lips                                   | 3 nov 2003   | !K7155          |
| 22  | DJ-Kicks: Erlend Øye               | Erlend Øye                                     | 19 abr 2004  | !K7161          |
| 23  | DJ-Kicks: Daddy G                  | Daddy G (of Massive Attack)                    | 25 oct 2004  | !K7170          |
| 24  | DJ-Kicks: The Glimmers             | The Glimmers                                   | 11 abr 2005  | !K7178          |
| 25  | DJ-Kicks: Annie                    | Annie                                          | 17 oct 2005  | !K7190          |
| —   | DJ-Kicks: The Exclusives           | Compilación de varios artistas (no-remezclado) | 27 feb 2006  | !K7200          |
| 26  | DJ-Kicks: Four Tet                 | Four Tet                                       | 26 jun 2006  | !K7203          |
| 27  | DJ-Kicks: Henrik Schwarz           | Henrik Schwarz                                 | 16 oct 2006  | !K7207          |
| 28  | DJ-Kicks: Hot Chip                 | Hot Chip                                       | 21 may 2007  | !K7213          |
| 29  | DJ-Kicks: Booka Shade              | Booka Shade                                    | 22 oct 2007  | !K7222          |
| 30  | DJ-Kicks: Chromeo                  | Chromeo                                        | 28 sept 2009 | !K7247          |
| 31  | DJ-Kicks: Juan Maclean             | Juan Maclean                                   | abr 2010     | !K7255          |
| 32  | DJ-Kicks: James Holden             | James Holden                                   | 25 may 2010  | !K7261          |
| 33  | DJ-Kicks: Kode9                    | Kode9                                          | 22 jun 2010  | !K7262          |
| 34  | DJ-Kicks: Apparat                  | Apparat                                        | 25 oct 2010  | !K7270          |
| 35  | DJ-Kicks: Wolf + Lamb vs Soul Clap | Wolf + Lamb, Soul Clap                         | 15 mar 2011  | !K7283          |
| 36  | DJ-Kicks: Motor City Drum Ensemble | Motor City Drum Ensemble                       | jul 2011     | !K7285          |
| 37  | DJ-Kicks: Scuba                    | Scuba                                          | 17 oct 2011  | !K7291          |
| 38  | DJ-Kicks: Gold Panda               | Gold Panda                                     | 7 nov 2011   | !K7292          |
| —   | DJ-Kicks: The Exclusives Vol. II   | Compilación de varios artistas (no-remezclado) | 5 mar 2012   | !K7300          |
| 39  | DJ-Kicks: Photek                   | Photek                                         | 26 mar 2012  | !K7293          |
| 40  | DJ-Kicks: Maya Jane Coles          | Maya Jane Coles                                | 16 abr 2012  | !K7295          |
| 41  | DJ-Kicks: Digitalism               | Digitalism                                     | 16 abr 2012  | !K7298          |
| 42  | DJ-Kicks: Hercules and Love Affair | Hercules and Love Affair                       | 26 oct 2012  | !K7301          |
| 43  | DJ-Kicks: Maceo Plex               | Maceo Plex                                     | 29 abr 2013  | !K7306          |
| 44  | DJ-Kicks: John Talabot             | John Talabot                                   | 8 nov 2013   | !K7312          |
| 45  | DJ-Kicks: Breach                   | Breach                                         | 15 nov 2013  | !K7314          |
| 46  | DJ-Kicks: Brandt Brauer Frick      | Brandt Brauer Frick                            | 21 feb 2014  | !K7311          |
| 47  | DJ-Kicks: Will Saul                | Will Saul                                      | 16 jun 2014  | !K7316          |
| 48  | DJ-Kicks: Nina Kraviz              | Nina Kraviz                                    | ene 2015     | !K7315          |
| 49  | DJ-Kicks: Actress                  | Actress                                        | may 2015     | !K7319          |
| 50  | DJ-Kicks: DJ Koze                  | DJ Koze                                        | jun 2015     | !K7325          |
| 51  | DJ-Kicks: Seth Troxler             | Seth Troxler                                   | oct 2015     | !K7324          |
| 52  | DJ-Kicks: Moodymann                | Moodymann                                      | feb 2016     | !K7327          |
| 53  | DJ-Kicks: Dâm-Funk                 | Dâm-Funk                                       | 27 may 2016  | !K7332          |
| 54  | DJ-Kicks: Jackmaster               | Jackmaster                                     | 8 jul 2016   | !K7335          |
| 55  | DJ-Kicks: Marcel Dettmann          | Marcel Dettmann                                | 14 oct 2016  | !K7340          |
| 56  | DJ-Kicks: Daniel Avery             | Daniel Avery                                   | 11 nov 2016  | !K7342          |
| 57  | DJ-Kicks: Matthew Dear             | Matthew Dear                                   | 27 ene 2017  | !K7346          |
| 58  | DJ-Kicks: Michael Mayer            | Michael Mayer                                  | 16 may 2017  | !K7348          |
| —   | DJ-Kicks: The Exclusives Vol. III  | Compilación de varios artistas (no-remezclado) | 2 jun 2017   | !K7357          |
| 59  | DJ-Kicks: DJ Tennis                | DJ Tennis                                      | 14 jul 2017  | !K7338          |
| 60  | DJ-Kicks: Lone                     | Lone                                           | 29 sept 2017 | !K7353          |
| 61  | DJ-Kicks: Kerri Chandler           | Kerri Chandler                                 | 20 oct 2017  | !K7358          |
| 62  | DJ-Kicks: Deetron                  | Deetron                                        | 9 mar 2018   | !K7359          |
| 63  | DJ-Kicks: Forest Swords            | Forest Swords                                  | 18 may 2018  | !K7365          |
| 64  | DJ-Kicks: DJ Seinfeld              | DJ Seinfeld                                    | 13 jul 2018  | !K7370          |
| 65  | DJ-Kicks: Mount Kimbie             | Mount Kimbie                                   | 28 sept 2018 | !K7364          |
| 66  | DJ-Kicks: Robert Hood              | Robert Hood                                    | 16 nov 2018  | !K7376          |
| 67  | DJ-Kicks: Leon Vynehall            | Leon Vynehall                                  | 1 feb 2019   | !K7377          |
| 68  | DJ-Kicks: Laurel Halo              | Laurel Halo                                    | 27 mar 2019  | !K7375          |
| 69  | DJ-Kicks: Peggy Gou                | Peggy Gou                                      | 28 jun 2019  | !K7382          |
| 70  | DJ-Kicks: Kamaal Williams          | Kamaal Williams                                | 8 nov 2019   | !K7388          |
| 71  | DJ-Kicks: Mr. Scruff               | Mr. Scruff                                     | 27 mar 2020  | !K7387          |
| 72  | DJ-Kicks: Avalon Emerson           | Avalon Emerson                                 | 18 sep 2020  | !K7395          |
| 73  | DJ-Kicks: Special Request          | Special Request                                | 19 mar 2021  | !K7394          |
| 74  | DJ-Kicks: DJ BORING                | DJ BORING                                      | 10 jul 2024  | !K7441          |

## Series DJ similares
- Back to Mine
- Late Night Tales
- Solid Steel
- Fabric Live